# Cristo Negro (Manila)

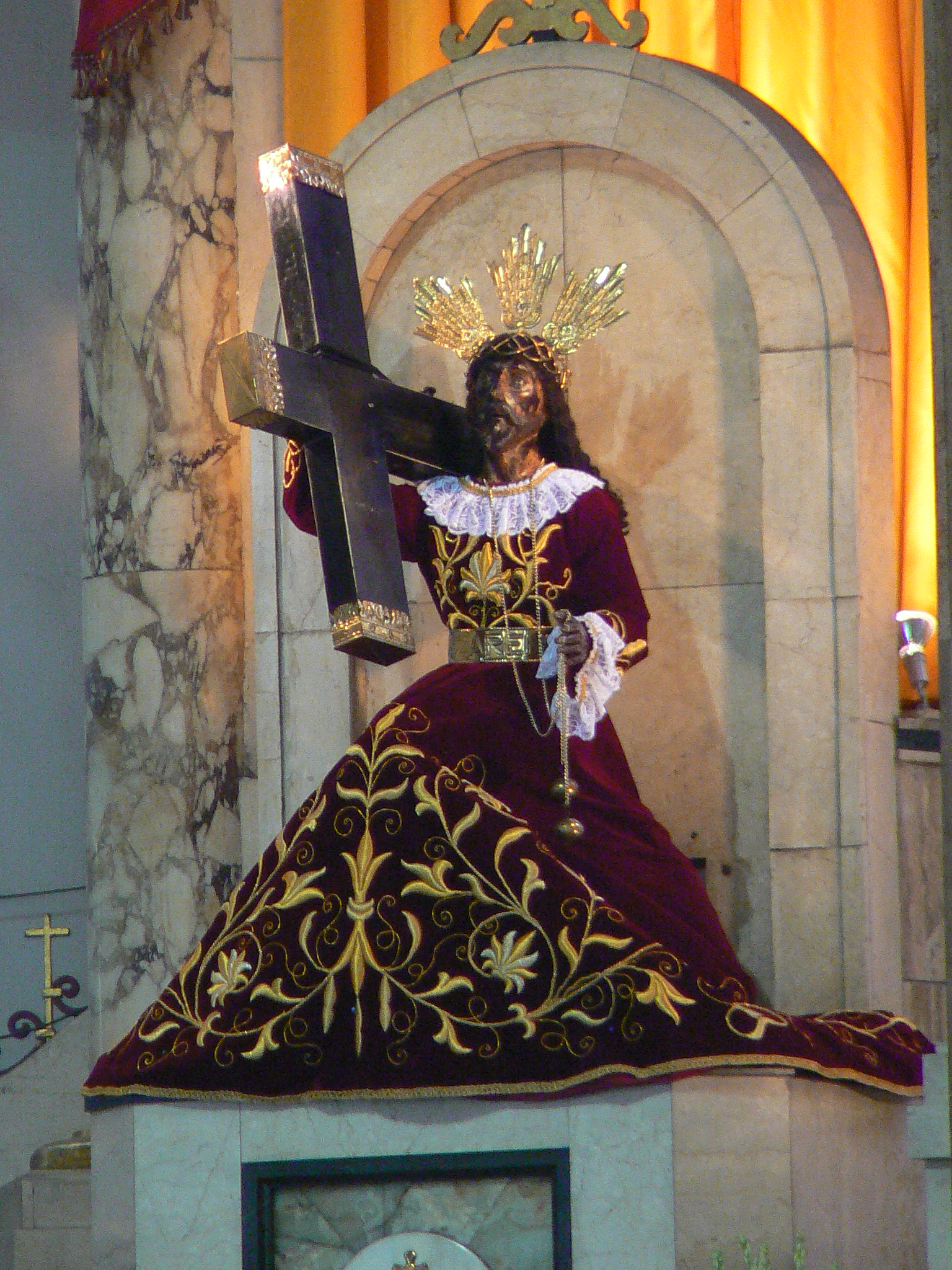
Imagen del Nazareno Negro en su altar.

Nuestro Padre Jesús Nazareno, popularmente llamado el Nazareno Negro o el Cristo Negro es una imagen que representa a Jesucristo de Nazaret que se venera en la Basílica Menor del Nazareno Negro en Quiapo (Manila, Filipinas). La Iglesia católica conmemora su festividad el 9 de enero.

## Historia
La imagen es de madera y de tamaño natural, goza de gran devoción y es considerada como una imagen milagrosa por los filipinos devotos.
La talla original fue hecha por un carpintero de la Nueva España, actual México, anónimo en 1606, y llegó a las Islas Filipinas a través del galeón de Manila desde Acapulco (Nueva España). La tradición popular atribuye el color del Nazareno Negro al incendio del barco que lo transportaba que ennegreció la talla. Otra versión atribuye la peculiaridad a que el artesano Novo hispano que talló la escultura quiso estampar la misma tonalidad de su piel a la obra.
En 1650 el Papa Inocencio X aprobó el culto a la imagen y autorizó la Cofradía de Nuestro Santo Jesús Nazareno. El Papa Pío VII dio su bendición apostólica a la imagen del Cristo y a su culto en 1880 y concedió la indulgencia plenaria a los que piadosamente rezaran ante la imagen.
Registros antiguos develan que había dos imágenes idénticas del Nazareno Negro en Manila. El primero se encontraba en la Iglesia de San Nicolás de Tolentino en Bagumbayan y posteriormente trasladado al distrito de Intramuros cuando la antigua iglesia fue demolida. Este Nazareno Negro fue bombardeado y destruido en la Batalla de Manila en 1945.
La otra talla fue regalada por los sacerdotes agustinos recoletos a la actual Basílica del Nazareno Negro de Quiapo, y ha sido a menudo confundida por muchos como la primera imagen destruida durante la guerra.
Para proteger la imagen, la Basílica de Quiapo encargó una réplica. La cabeza y las manos de la imagen original se encuentra ahora en un nuevo cuerpo, mientras que el torso antiguo contiene la nueva cabeza y las nuevas manos. Ambas imágenes se utilizan para las procesiones, alternando cada dos años excepto en 2007, cuando la estatua entera se puso de nuevo en su conjunto por su 400 aniversario.
Todos los viernes del año se conoce localmente como el "Día de Quiapo", este día está dedicado al Nazareno Negro, con una novena que se celebra no solo en la propia Basílica del Nazareno Negro sino también en otras iglesias de todo el país.

## Fiestas

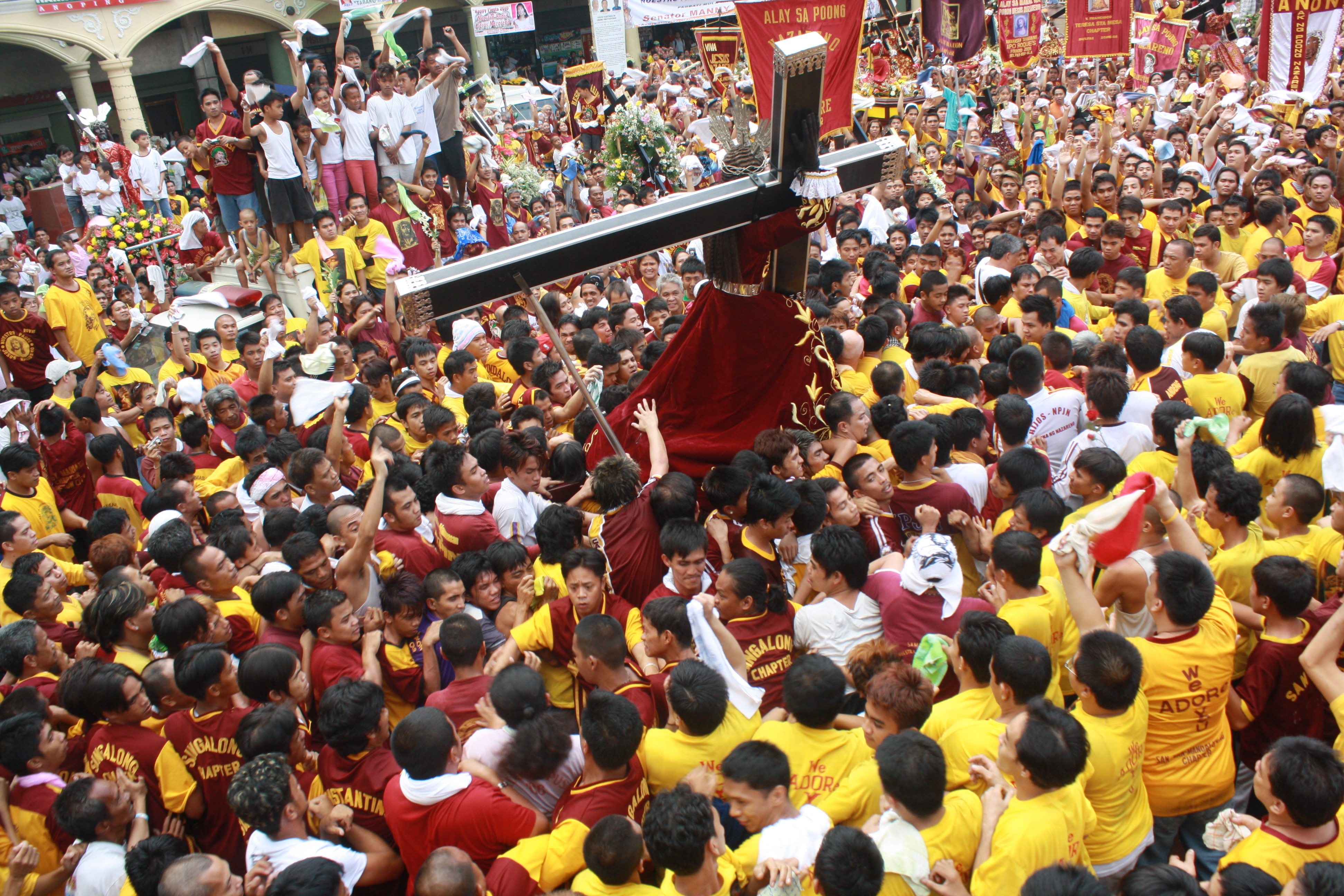
Procesión de la réplica del Cristo Negro.

Hay tres procesiones anuales de la imagen del Cristo Negro; el 9 de enero, el Viernes Santo y el Día de Año Nuevo. 
La más multitudinaria es la del 9 de enero, en la que millones de devotos acuden a su basílica para celebrar la procesión multitudinaria que tiene una duración de varias horas y en ella es tradición que los fieles aglomerados intenten subir al trono para tocar el Cristo y de este modo ser bendecidos. 
Esta procesión es también famosa por la gran cantidad de estampidas y muertes por asfixia y aplastamiento que generalmente se producen. Uno de los momentos más emotivos es cuando el Cristo pasa junto a la Basílica de San Sebastián de Manila, pues aquí se produce el encuentro entre las imágenes del Nazareno Negro y la Virgen del Carmen (las dos imágenes más veneradas de Manila). En este acto, la imagen de la Virgen es sacada al atrio de la basílica para, desde allí, ver pasar al Cristo, es lo que se llama el "Dungaw" (en español: La Mirada). Esta procesión del 9 de enero conmemora el traslado de la imagen a la Iglesia de San Nicolás de Tolentino en Bagumbayan. 
La procesión del Viernes Santo contrasta con la del 9 de enero, al ser una procesión notablemente solemne y silenciosa.